# آیو ناکادا
آیو ناکادا (انگلیسی: Ayu Nakada؛ زادهٔ ۱۵ اوت ۱۹۹۳) بازیکن فوتبال اهل ژاپن است.
از باشگاه‌هایی که در آن بازی کرده‌است می‌توان به باشگاه فوتبال آی ان ای سی کوبه لئونسا اشاره کرد.
وی همچنین در تیم‌های ملی فوتبال Japan U17 Japan U20 بازی کرده‌است.